# Palaghiaccio di Aosta
Il Palaghiaccio di Aosta (in francese, Patinoire d'Aoste), anche noto semplicemente come La Patinoire, è una struttura sportiva polivalente per gli sport del ghiaccio, che si trova nella località di Tzambarlet, nella periferia sud-ovest di Aosta, in Valle d'Aosta. Può ospitare fino a 1136 spettatori.

## Descrizione
Di dimensioni 30x60, la pista del ghiaccio ospita regolarmente le gare casalinghe dell'Hockey Club Aosta, formazione hockeistica della città, nonché le gare nazionali e internazionali di short track e pattinaggio artistico. All’interno del palazzetto si può usufruire di vari servizi tra cui bar, pizzeria, ristorante, tutti con vista sulla pista di ghiaccio.

## Progetto del Nuovo Palaghiaccio
Nel dicembre 2023 il Comune di Aosta ha approvato l'edificazione di un nuovo palaghiaccio, destinato a sostituire la struttura attualmente in uso. Il nuovo palazzetto dovrebbe sorgere di fronte a quello attualmente esistente, per il quale è prevista la demolizione a fine lavori.
Secondo il progetto, la struttura si articolerà su due piani: in quello terreno ci sarà il campo di gioco, un corridoio di sicurezza con un ambiente con il condizionamento dell’aria e separato dal resto. Al piano superiore, ci saranno i locali per l’accoglienza, il noleggio e l’affilatura dei pattini, ma anche i servizi igienici per il pubblico e gli spazi per accogliere gli spogliatoi per il pubblico.  A questo si aggiunge un vano per la centrale di produzione del ghiaccio e gli impianti di condizionamento, la macchina rasaghiaccio e spogliatoi per atleti e arbitri, tutti dotati di servizi igienici. 
Inoltre, è prevista la realizzazione di due palestre per gli allenamenti ed eventuali riabilitazioni, spazi di servizio per le società ed un vano essiccatoio.